# Dead Horse
«Dead Horse» es una canción de la banda norteamericana de hard rock, Guns N' Roses. Aparece en 1991, en el álbum Use Your Illusion I. La composición comienza con una introducción acústica, que destaca una figura rítmica de guitarra escrita por el cantante Axl Rose. Las guitarras eléctricas pronto entran para la parte más pesada de toda la canción. Después del final del coro, la sección de apertura es puesta de nuevo para otra parte. La canción se termina con un efecto de audio que destaca una cinta de casete siendo rebobinada.
Aunque la canción nunca fue expuesta como sencillo, un vídeo fue hecho en 1993 por Louis Marciano y fue exhibido en el DVD Welcome to the Videos.